# Amblypodia adorea
Amblypodia adorea är en fjärilsart som beskrevs av De Nicéville 1890. Amblypodia adorea ingår i släktet Amblypodia och familjen juvelvingar. Inga underarter finns listade i Catalogue of Life.